# Forbes 400
Forbes 400 ou Les 400 Américains les plus Riches (400 Richest Americans ) est une liste publiée par le magazine américain Forbes des 400 résidents Américains les plus riches, classés sur la valeur nette de leur fortune. Publiée chaque année en septembre, la première liste fut lancée par Malcolm Forbes en 1982.
En 2007, la richesse combinée des 400 était de 1 540 milliards de dollars, et tous les membres de la liste étaient milliardaires. Le minimum pour entrer cette année-là dans la liste était de 1,3 milliard de dollars.

## 2022
Les 20 premiers du classement 2016 sont :
| Légende         | Légende                                       |
| Icône           | Description                                   |
| --------------- | --------------------------------------------- |
| Stable          | Position inchangée depuis 2015 list           |
| en augmentation | Meilleur classement que sur la liste de 2015  |
| en diminution   | Moins bon classement que sur la liste de 2015 |

| #  | Nom                | Fortune nette en 2016 (USD) | Origine(s) de la fortune | Participation au Giving Pledge |
| -- | ------------------ | --------------------------- | ------------------------ | ------------------------------ |
| 1  | Bill Gates         | $81 milliards               | Cascade Investment       | Oui; fondateur                 |
| 2  | Jeff Bezos         | $67 milliards               | Amazon.com               | Non                            |
| 3  | Warren Buffett     | $65,5 milliards             | Berkshire Hathaway       | Oui; fondateur                 |
| 4  | Mark Zuckerberg    | $55,5 milliards             | Facebook                 | Oui                            |
| 5  | Larry Ellison      | $49,3 milliards             | Oracle Corporation       | Oui                            |
| 6  | Michael Bloomberg  | $45 milliards               | Bloomberg LP             | Oui                            |
| 7  | Charles Koch       | $42 milliards               | Koch Industries          | Non                            |
| 8  | David H. Koch      | $42 milliards               | Koch Industries          | Non                            |
| 9  | Larry Page         | $38,5 milliards             | Google                   | Non                            |
| 10 | Sergey Brin        | $37,5 milliards             | Google                   | Non                            |
| 11 | Jim Walton         | $35,6 milliards             | Wal-Mart, héritier       | Non                            |
| 12 | S. Robson Walton   | $35,5 milliards             | Wal-Mart, héritier       | Non                            |
| 13 | Alice Walton       | $35,4 milliards             | Wal-Mart, héritier       | Non                            |
| 14 | Sheldon Adelson    | $31.8 milliards             | Las Vegas Sands          | Non                            |
| 15 | Steve Ballmer      | $27,5 milliards             | Microsoft                | Non                            |
| 16 | Jacqueline Mars    | $27 milliards               | Mars, Inc., héritier     | Non                            |
| 17 | John Franklyn Mars | $27 milliards               | Mars, Inc., héritier     | Non                            |
| 18 | Phil Knight        | $25,5 milliards             | Nike, Inc.               | Non                            |
| 19 | George Soros       | $24,9 milliards             | Soros Fund Management    | Non                            |
| 20 | Michael Dell       | $20 milliards               | Dell                     | Non                            |

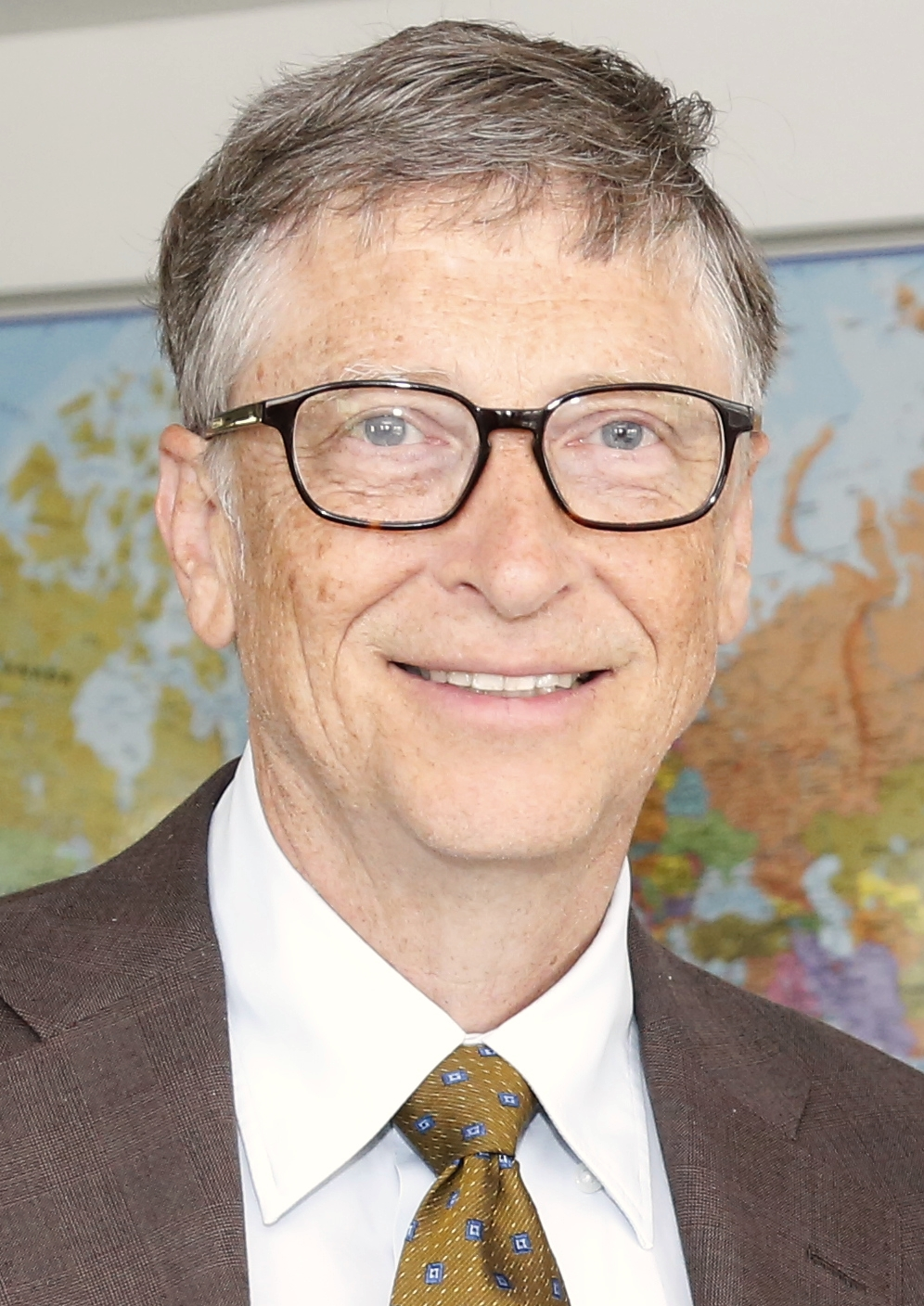
Bill Gates est le plus riche des Américains
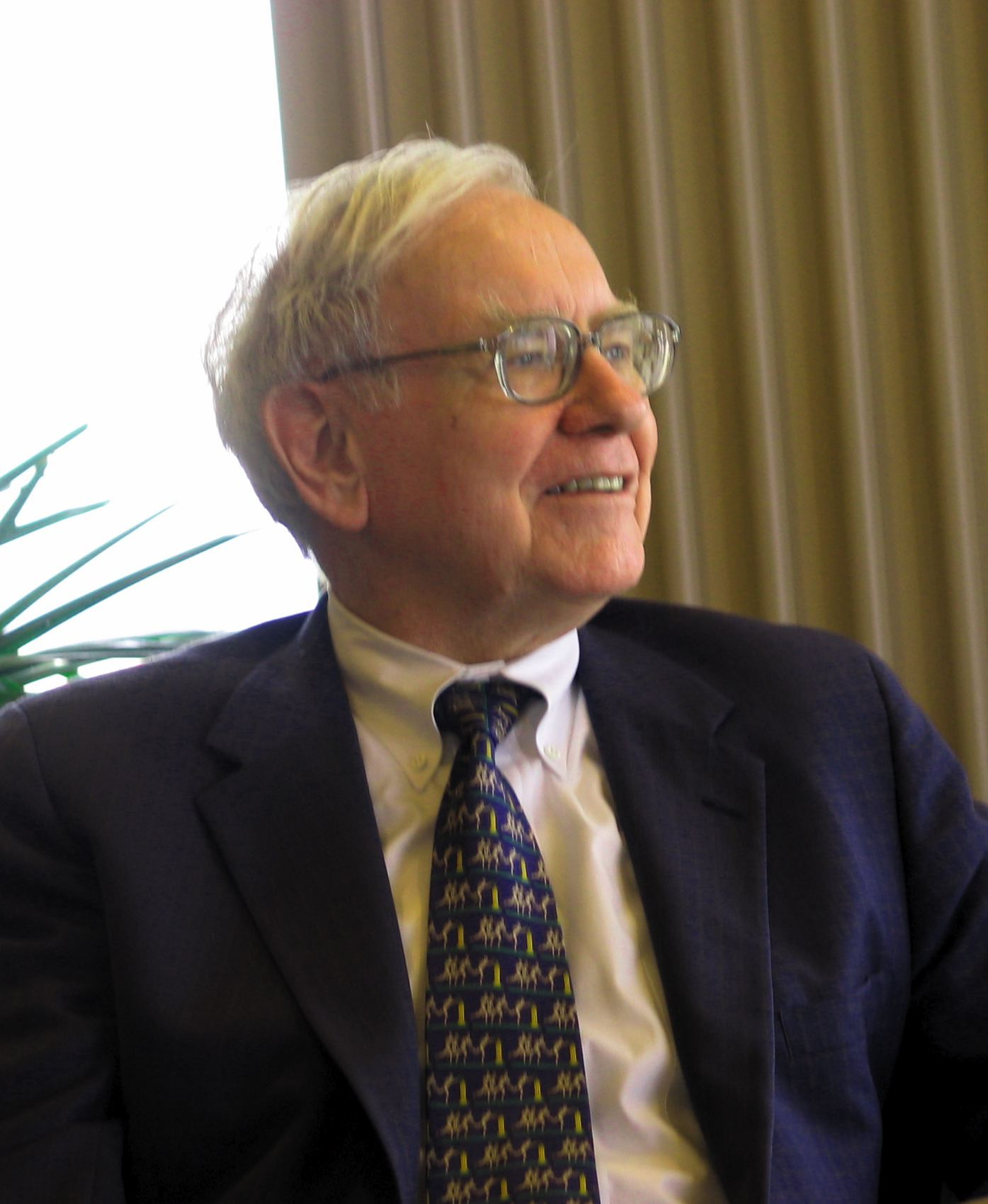
Warren Buffett est classé en 3e position
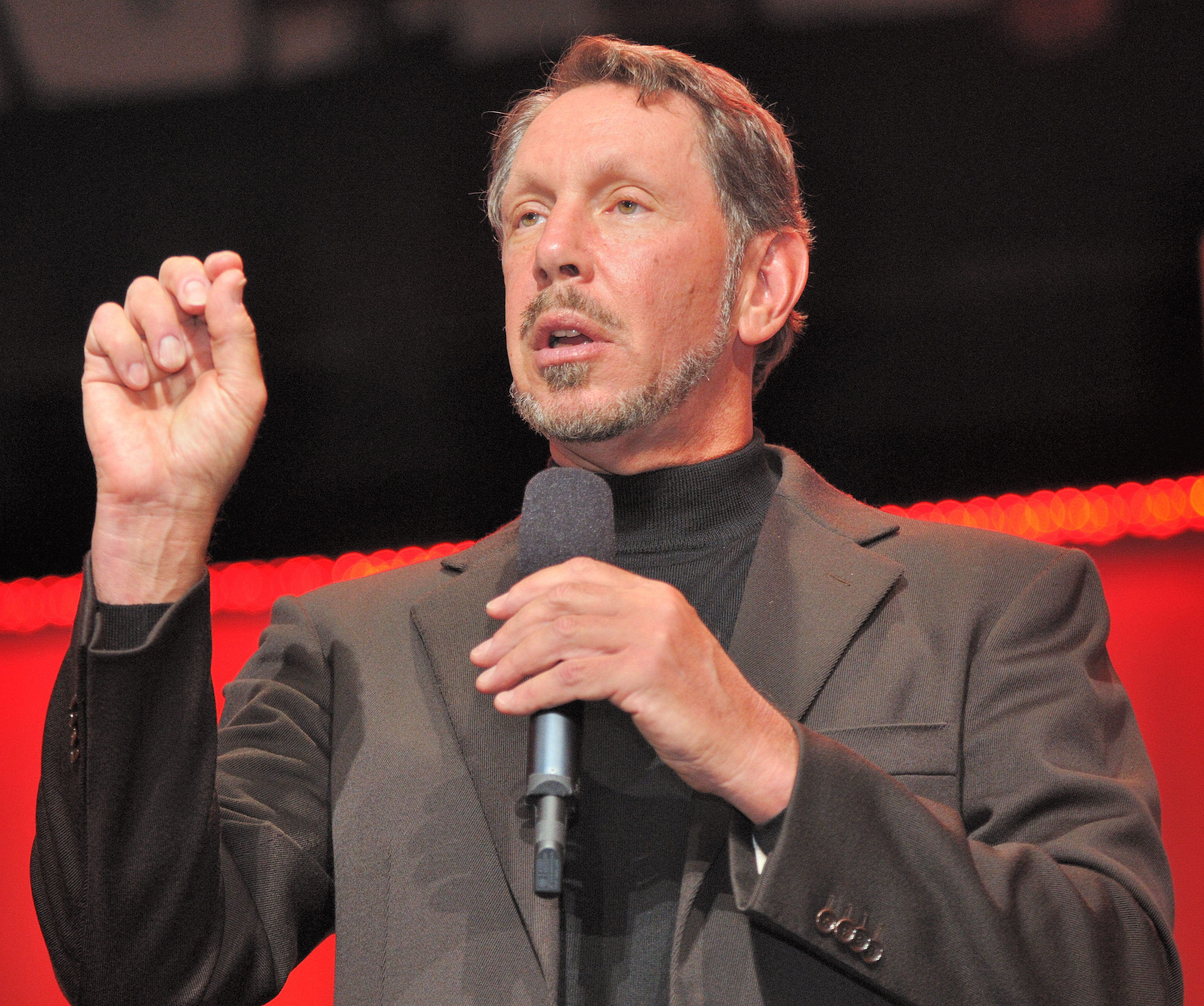
Larry Ellison d'Oracle Corporation est classé en 5e position